# 2012年联合国米-8直升机击落事件
2012年12月21日，联合国人道支援航空544号班机在南苏丹境内被该国武装力量击毁，机上4名俄罗斯人全数遇难。
544号班机是从南苏丹首都朱巴起飞，事发前正在为联合国南苏丹特派团执行侦察任务，目的是评估陆上路线和人道救援物资的投放点。在皮博尔作短暂停留后，该班机遭到南苏丹武装力量的防空武器袭击并坠毁。坠毁地点临近南苏丹军队和当地民族武装的交战前线。

## 事后反应
- 南蘇丹：南苏丹政府军一开始否认击落了544号班机，认为反叛军应当为此事负责。但第二天，南苏丹政府便承认政府军的不当行为。政府军发言人菲利普·阿古尔声明政府军炮兵部队把544号直升机误认成协助反政府武装的苏丹方面的直升机。阿古尔解释称南苏丹政府军收到了联合国南苏丹特派团有关该空域没有联合国航空器的确认。[3]
- 联合国：联合国秘书长潘基文发表声明，强烈谴责南苏丹政府军攻击“清楚标识”的联合国人员，要求南苏丹政府军为此负责，并避免未来发生类似事件。[4][5]
- 俄羅斯：俄罗斯常驻联合国代表维塔利·丘尔金声明，俄罗斯政府要求南苏丹向遇难者家属支付赔偿金。他还说，544号班机上的人员清楚飞行计划，获得了南苏丹政府军的安全保证。丘尔金要求南苏丹重罚有关负责人员以保证在南苏丹工作的俄罗斯人安全。[6][7]
- 欧洲联盟：欧盟委员会副主席谴责这次袭击，要求南苏丹军队协同调查此事件。[8]

## 调查
联合国有关部门找到了飞行记录仪，由于南苏丹政府的请求，联合国推迟了向俄罗斯交付飞行记录仪的计划。南苏丹政府另行组织了一个调查委员会，于2013年1月完成调查。

## 事故后续
尽管南苏丹政府军被要求改革以减少误击事故，联合国的另一架飞机、由俄罗斯乌塔航空运营的一架米-28运输机在本次事故半个月后的2013年1月5日再次被毁。后一次事件中没有人员伤亡，任务也按计划圆满完成。